# 笑福亭縁
笑福亭 縁（しょうふくてい ゆかり、1990年10月21日 - ）は、上方落語協会に所属する落語家。笑福亭松枝門下。本名は佐保田 映子。

## 経歴
- 2014年4月24日、笑福亭松枝に入門。

## 人物
母の影響で落語家を目指す。 着付けは女性落語家ではなく男性落語家がする着付けにしている。